# Dasyneurophaga japonica
Dasyneurophaga japonica är en stekelart som beskrevs av Karl-Johan Hedqvist 1957. Dasyneurophaga japonica ingår i släktet Dasyneurophaga och familjen puppglanssteklar. Inga underarter finns listade i Catalogue of Life.